# Teleroma 56
Teleroma 56 è un'emittente televisiva italiana a carattere regionale. In passato ha fatto parte dei circuiti nazionali Tivuitalia e Odeon.

## Storia

### Gli inizi
Fondata dallo psichiatra Guglielmo Arcieri nel 1972 col nome di Teleromacavo, nei tempi in cui le trasmissioni via etere non erano ancora permesse e quindi si ricorreva al cavo per collegare i televisori. Fu comunque una delle prime ad accendere un segnale da Monte Cavo, sul canale UHF 56, da cui il nome.
Si distinse subito per tre peculiarità: la sua vocazione giornalistica, lo sport e la vicinanza al Partito Radicale. Nel 1976 diventa socio del prof. Arcieri e del figlio Francesco, l'architetto Bruno Zevi, storico e critico dell'architettura che negli anni Ottanta diventa presidente onorario del Partito Radicale.
Grazie alle telecronache delle partite domenicali di Roma e Lazio del programma In campo con Roma e Lazio di Lamberto Giorgi effettuate negli anni da radiocronisti affermati come Gianni Cerqueti, (ora in Rai), Fabio Caressa (ora a Sky), Simone Braconcini (ora a Mediaset) ed alle trasmissioni sportive della domenica Meeting di Giulio Galasso e Goal di Notte di Michele Plastino, l'emittente divenne un punto di riferimento per molti sportivi. Il noto giornalista sportivo Sandro Piccinini collaborò come inviato dagli stadi ai programmi calcistici dell'emittente. Proprio i suoi esordi in tempi pionieristici per l'emittenza locale, quale inviato al seguito delle squadre romane in trasferta è al centro del suo libro scritto assieme a Giancarlo Dotto Il Mucchio Selvaggio. Tutte queste trasmissioni sportive, portavano la firma, come regia, di Luigi Del Mastro.
Altro punto di forza fu l'informazione sempre molto attenta alla città, con una forte vocazione alle inchieste. La politica, poi, era un'ossatura portante dei palinsesti di TR56. Negli anni d'oro delle storiche battaglie del Partito Radicale, sono indimenticabili le lunghe dirette di Marco Pannella, che si imbavagliava, urlava, incitava, discuteva con i telespettatori al telefono, oppure si mostrava emaciato e stremato anche durante i frequenti scioperi della fame o della sete; al suo fianco c'erano Giovanni Negri ed un giovane Francesco Rutelli. Nel 1980, per segnalare i provvedimenti di censura che proibivano persino il possesso di un poster del film, Teleroma 56 mandò in onda una copia arrivata illegalmente dalla Francia dell'allora in Italia bandito Ultimo tango a Parigi di Bernardo Bertolucci. Direttore del telegiornale fu per molti anni Carlo Romeo. Fin dagli esordi, la regia di tutta la programmazione dell'emittente, è stata curata da Luigi Del Mastro.
Fu lui, fin dall'inizio delle trasmissioni, nel 1979, che si occupò di realizzare, oltre alle scenografie anche tutte le sigle. Coordinò per anni tutto il gruppo dei tecnici che negli anni a seguire, andarono ad occupare posti di prestigio nel panorama televisivo. Tra questi, Valentino Tocco, che dopo essere stato il suo primo operatore, fu la persona che lo sostituì alla regia; e Marcello Rapezzi, attualmente primo operatore di importanti produzioni (Rai e Mediaset). Il tallone d'Achille della programmazione di TR56 era l'intrattenimento che scarseggiava ed occupava uno spazio decisamente marginale. Proprio per avere accesso a film e produzioni di un certo livello, Teleroma 56 fece parte di vari circuiti, da Tivuitalia (dal 1989 al 1991) ad Odeon TV, che rimase in auge sugli schermi della tv romana dal 1992 circa al 1999, allorché il network milanese, a causa delle difficoltà finanziarie allora attraversate dalla emittente romana, preferì passare prima su Telecapitol, poi su Rete Oro e attualmente su Telereporter Roma, tv creata dal Gruppo Profit.

### Canale 66
L'emittente ha avuto per lungo periodo anche una sorella minore, Canale 66, sulla quale venivano replicate trasmissioni come la rubrica settimanale della UIL, con la regia di Luigi Del Mastro, e la rubrica Archivio Radicale nella quale venivano mostrati comizi, incontri, riunioni legate alle attività e alle battaglie del Partito Radicale, dando vita ad un format televisivo assolutamente originale. Canale 66 fu per breve tempo associata a Pan Tv nel 1988, dopo il fallimento del network pavese perse una frequenza che deteneva a Firenze, passata prima a Tele 90 e dopo la bancarotta di questo network a una serie di tv locali.
Canale 66 si legò poi per lungo tempo al circuito Junior Tv e questo le permise di acquisire un notevole successo tra i piccoli telespettatori. Canale 66 (assieme a Telelazio che pure ripeteva il circuito) fu la prima emittente a trasmettere a Roma la serie di Dragon Ball. Terminata la collaborazione con il network lombardo dopo 5 anni di successi, Canale 66 iniziò a ripetere un altro network prestigioso, ovvero Cinquestelle, che aveva lasciato GBR allora in forte crisi. Dopo circa un paio d'anni Canale 66 fu incorporata dal gruppo milanese Telecampione creando Telecampione 3. Al gruppo TR56 fece capo anche una emittente principalmente commerciale di sole televendite, T.A.I. canale 68, durata poco tempo verso la fine degli anni ottanta. La frequenza fu ceduta a Tele 90, seguendone tutte le traversie fino alla scomparsa del network fiorentino nel 1992.

### Gli ultimi anni
Dopo un periodo di crisi che ha visto perdere molte delle trasmissioni di punta (con tanto di fallimento nel 1998), l'emittente fu inizialmente autogestita attraverso la Cooperativa 56 e poi fu rilevata da Edoardo Caltagirone, già proprietario della tv T9, ed ha ritrovato smalto e qualità produttiva giornalistica e sportiva di alto livello, sulla spinta della direzione giornalistica di Stefano Piccheri e il contributo redazionale coordinato da Luca Pietrafesa. Da alcuni anni il Direttore del Tg56 è Marco Fabriani. Con lo spegnimento del segnale analogico ed il passaggio al digitale terrestre l'emittente, come molte altre antenne locali, ha subìto un forte calo degli ascolti dovuto sia al posizionamento automatico del canale lontano dai primi posti, sia al forte incremento dell'offerta di canali delle piattaforme RAI e Mediaset.
Dopo molti anni abbandona la sede di Fiano Romano (RM) e torna nella Capitale.

## Programmi
- “Capire per Prevenire" a cura del Prof. Guglielmo Arcieri
- “In Diretta con Voi" a cura di Francesco Arcieri
- Teatro oggi, a cura di Rita Picchi
- L’arte per crescere
- Bridge per tutti
- Psicologia per la famiglia
- Roma musica, con L. Tozzi
- Viaggiare, con D. Castaldo
- Il cambiacquista, con M. Cipriani
- Video Arte, a cura di B. Corà
- Le novità in libreria, a cura di Ada Chiara Zevi e Bianca Pezzarossa
- Tavolo redazionale, con Fausto Macioce
- La voce del Campidoglio
- Commento politico ai fatti del giorno, rubrica a cura del caporedattore del settimanale Giorni
- Sfogliando momento sera
- Capire per prevenire
- Hobby, condotto da Vincenzo D'Amico
- In campo con Roma e Lazio, condotto da Lamberto Giorgi